# Zjednoczenie Chrześcijańsko-Społeczne
Zjednoczenie Chrześcijańsko-Społeczne – polskie ugrupowanie chrześcijańsko-demokratyczne okresu międzywojennego. Utworzone zostało 2 lutego 1934 przez działaczy Polskiego Stronnictwa Chrześcijańskiej Demokracji przeciwnych Wojciechowi Korfantemu (m.in. dzielnicowa organizacja PSChD Małopolski Wschodniej). Pod względem ideowo-programowym nie odbiegało od macierzystego PSChD, jednak reprezentowało linię prosanacyjną. W 1937 prawdopodobnie weszło w skład Obozu Zjednoczenia Narodowego. Czołowi działacze: Stanisław Burtan, Stefan Smólski, Stefan Piechocki, Ludwik Gdyk, Kazimierz Tyszka, Stefan Bryła, Antoni Harasz, Jan Pobożny.